# Muhàmmad Zaman ibn Badi al-Zaman
Muhàmmad Zaman ibn Badi al-Zaman (Balkh, 1497 - després de 1528) fou un príncep timúrida fill de Badi al-Zaman i net de Hussayn Bayqara. Segons l'Enciclopèdia de l'Islam fou emir a Gurgan i Mazanderan, suposadament després de la derrota safàvida a Çaldiran (1514) fin el 1517. Segons diverses fonts es va apoderar de Balkh el 1516 i després d'algunes incidències fou nomenat governador allí per Baber el 1517 i encara ho era el setembre del 1523. La darrera vegada que se l'esmenta és el 1528 a Agra.